# Edmund F. Cooke

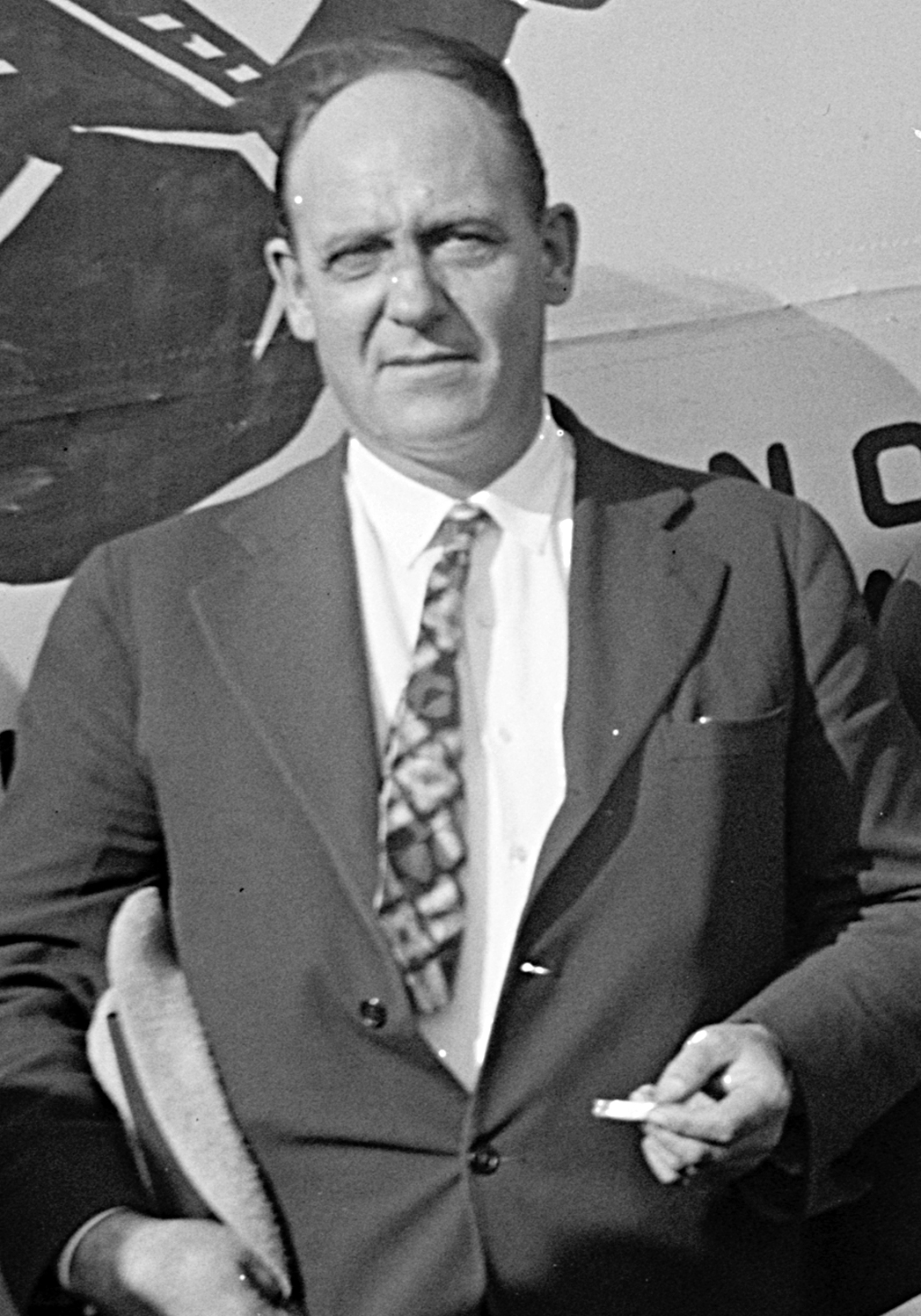
Edmund F. Cooke (1929)

Edmund Francis Cooke (* 13. April 1885 in Prescott, Arizona-Territorium; † 13. Mai 1967 in Alden, New York) war ein US-amerikanischer Politiker. Zwischen 1929 und 1933 vertrat er den Bundesstaat New York im US-Repräsentantenhaus.

## Werdegang
Bereits im Jahr 1887 zog Edmund Cooke mit seinen Eltern nach Alden im Staat New York, wo er die öffentlichen Schulen besuchte. Nach einem anschließenden Jurastudium und seiner 1910 erfolgten Zulassung als Rechtsanwalt begann er in Alden in diesem Beruf zu arbeiten. Gleichzeitig schlug er als Mitglied der Republikanischen Partei eine politische Laufbahn ein. Zwischen 1923 und 1928 saß er als Abgeordneter in der New York State Assembly.
Bei den Kongresswahlen des Jahres 1928 wurde Cooke im 41. Wahlbezirk von New York in das US-Repräsentantenhaus in Washington, D.C. gewählt, wo er am 4. März 1929 die Nachfolge von Clarence MacGregor antrat. Nach einer Wiederwahl konnte er bis zum 3. März 1933 zwei Legislaturperioden im Kongress absolvieren. Diese waren von den Ereignissen der Weltwirtschaftskrise geprägt. Im Jahr 1932 unterlag er dem Demokraten Alfred F. Beiter.
Nach dem Ende seiner Zeit im US-Repräsentantenhaus arbeitete Edmund Cooke als Rechtsanwalt in Buffalo. Dabei setzte er sich besonders für die Milchbauern seiner Heimat ein. Er war Gründer und 25 Jahre lang General Manager der Mutual Federation of Independent Cooperatives, einer Organisation zur Unterstützung der Milchproduzenten. Da er sich außerdem für die Rechte der Indianer einsetzte, wurde er auch ehrenhalber in den Stamm der Tuscarora aufgenommen. Er starb am 13. Mai 1967 in Alden, wo er auch beigesetzt wurde.